# Джордж Ефинджър
Джордж Алек Ефинджър (на английски: George Alec Effinger) е американски писател на научна фантастика.

## Биография и творчество
Джордж Ефинджър е роден на 10 януари 1947 г. в Кливланд и е учил в Йейлския и Нюйоркския университети. След това посещава семинар на фантасти в щат Пенсилвания, където се запознава с известни писатели като Томас Диш, Харлан Елисън, Деймън Найт и Урсула Ле Гуин. Три негови разказа влизат в антологията на семинара.
Първият му разказ е публикуван на страниците на списание „Fantastic“ през 1977 г. Скоро след първата си публикация той се превръща в редовен автор на много списания за научна фантастика. През 1970-те години пише най-вече кратки произведения, като почти всички негови творби от онзи период са издадени в 5 сборника с разкази. През 1980-те години започва да пише по-мащабни произведения, но въпреки това именно разказът „Schrodinger's Kitten“ му печели едновременно награди „Хюго“ и „Небюла“. Първият му роман „What Entropy Means to Me“, който излиза през 1972 г., печели високи отзиви, както от читателите, така и от други писатели на научна фантастика като Теодор Стърджън и Робърт Силвърбърг. Този негов роман е номиниран за наградата „Небюла“.
Джордж Ефинджър е смятан за един от основоположниците на киберпънк движението в научната фантастика.

## Произведения

### Самостоятелни романи
- What Entropy Means to Me (1972)
- Relatives (1973)
- Nightmare Blue (1975) – с Гарднър Дозоа
- Felicia (1976)
- Those Gentle Voices (1976)
- Utopia 3 (1978) – издаден и като „Death in Florence“
- Heroics (1979)
- The Wolves of Memory (1981)
- Shadow Money (1988)
- The Old Funny Stuff (1989)
- Look Away (1990)
- The Zork Chronicles (1990)
- The Red Tape War (1991) – с Джак Чокър и Майк Резник
- Schrodinger's Kitten (1992)
- Trinity: Hope Sacrifice Unity (1998)

### Серия „Примка на времето“ (Nick of Time)
1. The Nick of Time (1985)
2. The Bird of Time (1986)

### Серия „Марид Одран“ (Marid Audran)
1. When Gravity Fails (1987)
2. A Fire in the Sun (1989)
3. The Exile Kiss (1991)

### Сборници
- Mixed Feelings (1974)
- Irrational Numbers (1976)
- Dirty Tricks (1978)
- Idle Pleasures (1982)
- Maureen Birnbaum, Barbarian Swordsperson (1993)
- Budayeen Nights (2003)
- Live! from Planet Earth (2005)
- A Thousand Deaths (2007)

### Разкази
- Heartstop (1974)
Спиране на сърцето, (1993), прев. Сийка Петрова